# Tarkus (álbum)
Tarkus es el único LP de la banda de hard rock peruana Tarkus , lanzado en 1972, bajo el sello MAG Records. Todas las canciones fueron compuestas por Dario Gianella (quien compuso la mayoría de temas en su viaje de Argentina hacia el Perú) y Alex Nathanson.

## Lista de canciones
1. El pirata - 3:20
2. Martha ya está - 5:45
3. Cambiemos ya - 3:30
4. Tempestad - 3:20
5. Tema para Lilus - 4:45
6. Tranquila reflexión - 3:20
7. Río tonto - 4:22
8. Tiempo en el sol - 2:15

## Créditos
- Alex Nathanson - Voz
- Darío Gianella - Guitarra
- Guillermo Van Lacke - Bajo
- Walo Carillo - Batería
- Víctor de La Cruz y Carlos Guerrero - Grabación y mezcla